# Frank E. Maestrone
Frank Eusebio Maestrone (né le 20 décembre 1922 à Springfield, États-Unis et mort le 22 mai 2007 à La Jolla, États-Unis), était un diplomate américain.
Il fut ambassadeur au Koweït de 1976 à 1979.